# Vertientes
Vertientes – miasto na Kubie, w prowincji Camagüey. W 2004 r. miasto to zamieszkiwało 53 299 osób.